# Intel 8224
Der Intel 8224 ist ein Oszillator-Chip, der für den Intel 8080-Prozessor entwickelt wurde. Der Baustein wird im 16-Pin-DIL-Gehäuse geliefert. Er besteht aus einem Taktgenerator und einer Zusatzlogik zur READY/RESET-Steuerung. Der Intel 8224 wurde u. a. an NEC und Siemens lizenziert.

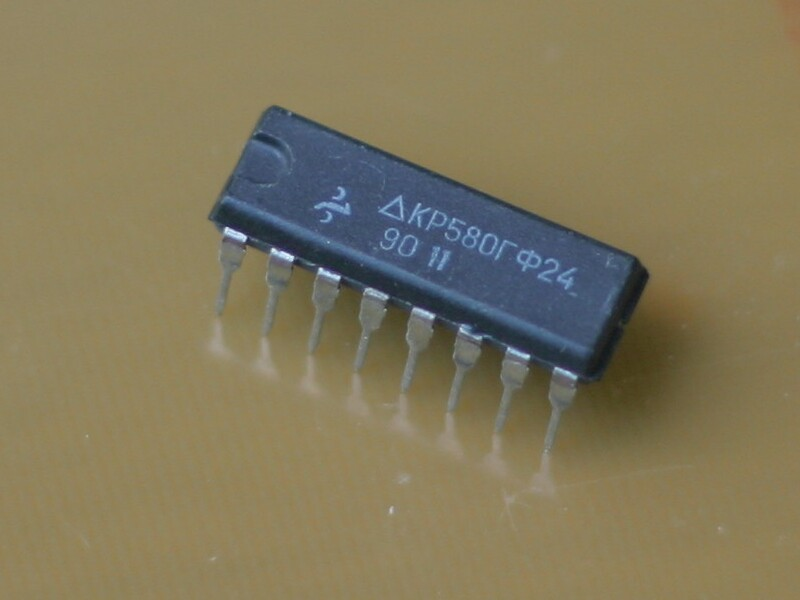
Äquivalenter Schaltkreis KR580GF24 aus sowjetischer Produktion